# Wikipedista rezident

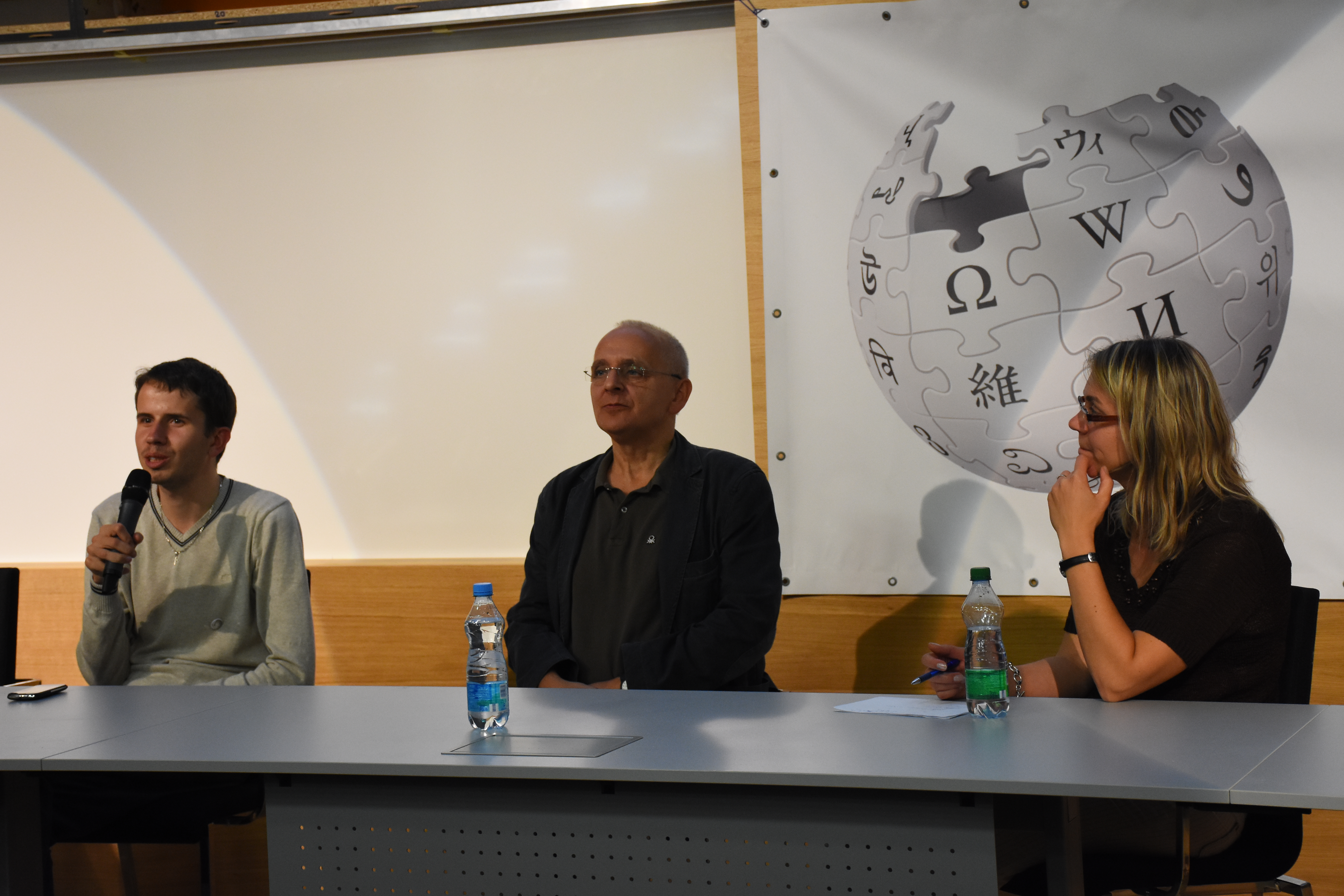
Marek Blahuš (vlevo), wikipedista rezident na Masarykově univerzitě, moderuje diskusi s pedagogy využívajícími Wikipedii ve výuce

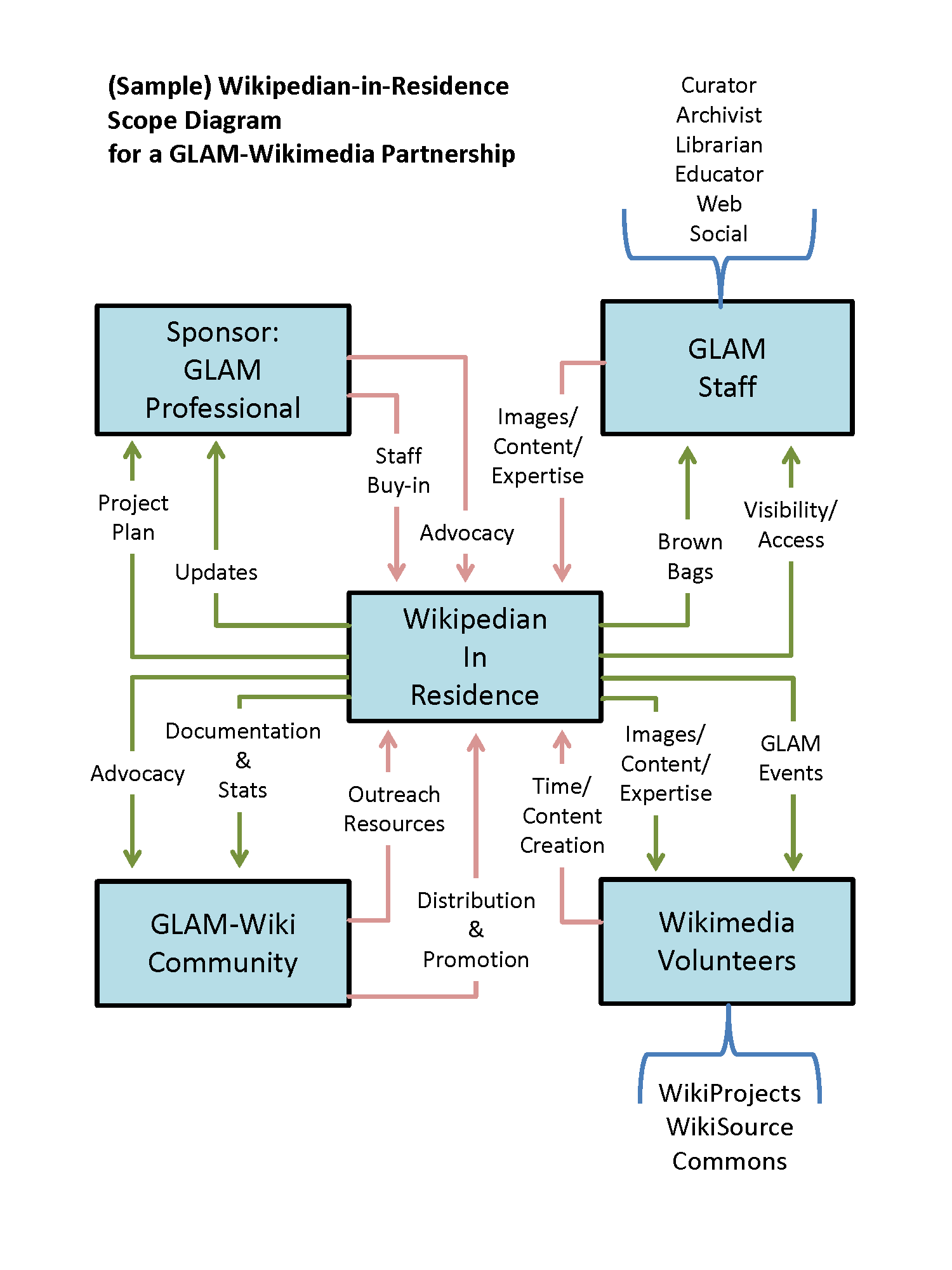
Diagram znázorňuje pozici wikipedisty rezidenta ve vztahu k jednotlivým komunitám, které svou činnosti propojuje, a ukazuje, čím která zapojená komunita do typického rezidentského projektu přispívá a co z něj naopak získává

Wikipedista rezident (anglicky Wikipedian in residence nebo též Wikimedian in residence) je editor Wikipedie, který je zapojen do činnosti instituce – typicky galerie, knihovny, archivu či muzea (tzv. organizací typu GLAM) nebo jiné vzdělávací instituce (např. univerzity) – s cílem usnadňovat tvorbu článků na Wikipedii týkajících se této instituce a jejího poslání, podporovat a pomáhat jí uvolňovat a šířit materiály pod svobodnými licencemi a rozvíjet vztahy mezi institucí a hnutím Wikimedia. Náplní práce wikipedisty rezidenta obvykle bývá i pořádání školení a workshopů pro zaměstnance domovské instituce i širokou veřejnost.

## Historie
Koncept wikipedista rezident se podobá obecnějšímu konceptu umělec rezident (anglicky artist-in-residence), v rámci něhož si instituce již od počátku 20. století do svého středu zvou renomované spisovatele, vědce, kurátory a další zástupce tvůrčích profesí.
Prvním wikipedistou rezidentem byl Australan Liam Wyatt, který působil jako dobrovolník v Britském muzeu po dobu pěti týdnů v létě roku 2010. Podle svých slov si uvědomil, že Wikipedie musí navázat bližší spolupráci s muzei, aby mohly být veřejnosti poskytovány co nejaktuálnější a nejpřesnější informace. Shrnul to slovy: „Děláme stejnou věc ze stejného důvodu, pro stejné lidi, ve stejném prostředí. Pojďme to dělat společně.“
K 21. září 2015 působilo v kulturních a vzdělávacích organizacích v různých zemích světa 29 wikipedistů rezidentů. Většina z nich bývá placena buď institucí, ve které působí, nebo organizací z hnutí Wikimedia.

## Zapojené instituce
Mezi organizace, které v minulosti měly nebo stále mají vlastního wikipedistu rezidenta, se řadí velké kulturní instituce jako Britské muzeum, americký Národní institut pro bezpečnost a ochranu zdraví, Britská knihovna, Národní knihovna Norska či Švýcarský spolkový archiv; z menších pak zařízení, jako jsou muzeum a galerie v anglickém Derby, zámek Versailles ve Francii, barcelonské Picassovo muzeum, Smithsonův institut ve Washingtonu, Prezidentská knihovna Geralda R. Forda nebo Národní archiv USA.

### Česká republika
Prvního českého wikipedistu rezidenta zaměstnávala od února 2015 Masarykova univerzita. Byl jím Marek Blahuš editující pod přezdívkou Blahma. Jeho posláním bylo propojovat akademickou obec s komunitou Wikipedie, koordinovat činnost týmu spolupracovníků, kteří za aktivní podpory univerzity vytvářeli nový encyklopedický obsah, a podporovat používání svobodných licencí na univerzitě. Tým Wikipedie na Masarykově univerzitě pracoval pod záštitou rektora univerzity a spolku Wikimedia Česká republika.